# Jakab-hegy
Le Jakab-hegy (hongrois : Jakab-hegy [ˈjɒkɒbˌhɛɟ]) est un sommet de Hongrie, situé dans le comitat de Baranya, au nord de Pécs, dans le massif du Mecsek et la zone de protection paysagère du Mecsek occidental.